# CNEOS 2014-01-08

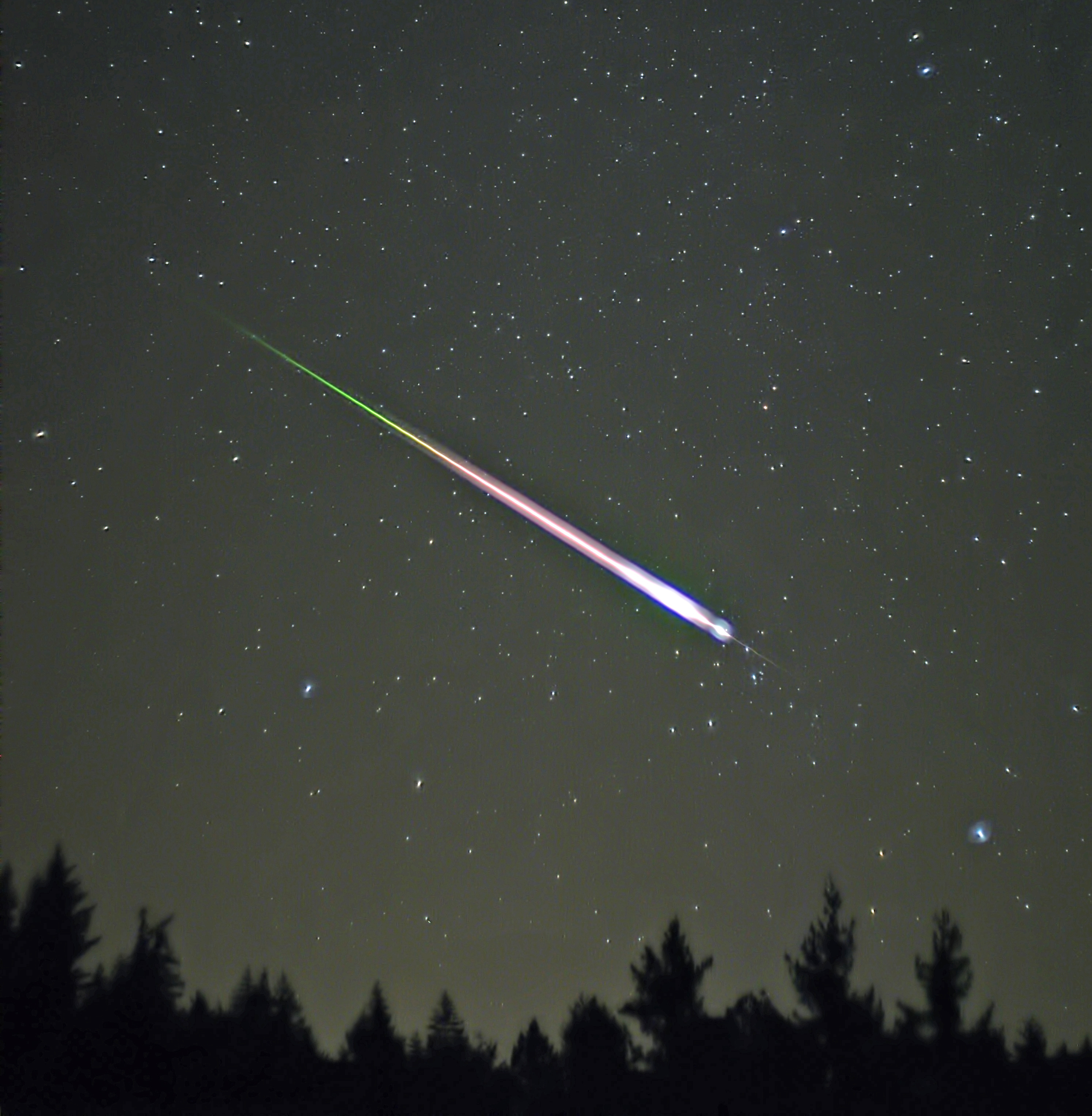
Exemplu de meteorit tipic pe cer

CNEOS 2014-01-08 este un obiect interstelar raportat în iunie 2019 de astronomii Amir Siraj și Abraham Loeb. Descoperirea a fost publicată ca o lucrare preprint, care anunță că la 8 ianuarie 2014 a fost detectat un meteorit de 0,45 m lățime lângă coasta de nord-est a Papua Noua Guinee. Potrivit cercetătorilor, meteoritul provenea dintr-o orbită hiperbolică nelegată de o stea, cu o marjă de eroare de 99,999%.
Candidatul interstelar a fost găsit în datele de la Centrul pentru Studii a Obiectelor Apropiate de Pământ. Viteza estimată a meteoritului, în jur de 60 km/s a fost probabil produsă în nucleele unui alt sistem stelar. Dacă va fi confirmat, meteoritul va deveni al treilea obiect interstelar descoperit, după 1I/2017 U1 (ʻOumuamua) și 2I/Borisov.
Un studiu din 2019 al lui Jorge I. Zuluaga publicat ca notă de cercetare de către Societatea Americană de Astronomie a concluzionat că, chiar dacă direcția ar fi complet necunoscută, probabilitatea ca CNEOS 2014-01-08 să fie hiperbolic ar fi totuși de 48%.
Inițial, confirmarea a fost împiedicată de problema că informațiile cruciale care cuantifică acuratețea datelor guvernului SUA nu sunt disponibile public. Cu toate acestea, în 2022, Comandamentul Spațial al Statelor Unite a divulgat că datele despre viteza meteoritului sunt „suficient de precise pentru a indica o traiectorie interstelară”. De atunci, Amir Siraj, unul dintre astronomii care a raportat descoperirea presupusului meteorit interstelar, a declarat „În prezent investigăm dacă o misiune pe fundul Oceanului Pacific în largul coastei insulei Manus, în speranța de a găsi fragmente din meteoritul din 2014, ar putea fi fructuoasă sau chiar posibilă”.